# Дашковецька сільська рада (Віньковецький район)
Дашкове́цька сільська́ ра́да — адміністративно-територіальна одиниця та орган місцевого самоврядування в Віньковецькому районі Хмельницької області. Адміністративний центр — село Дашківці.

## Загальні відомості
Дашковецька сільська рада утворена в 1923 році.
- Територія ради: 27,7 км²
- Населення ради: 1 310 осіб (станом на 2001 рік)
- Територією ради протікає річка Лядова

## Населені пункти
Сільській раді були підпорядковані населені пункти:
- с. Дашківці

## Склад ради
Рада складалася з 16 депутатів та голови.
- Голова ради: Гладун Марія Петрівна

### Керівний склад попередніх скликань
| Прізвище, ім'я, по батькові | Основні відомості                                                         | Дата обрання | Дата звільнення |
| --------------------------- | ------------------------------------------------------------------------- | ------------ | --------------- |
| Шпак Петро Миколайович      | Сільський голова, 1966 року народження, освіта вища, безпартійний         | 26.03.2006   | 31.10.2010      |
| Шпак Петро Миколайович      | Сільський голова, 1966 року народження, освіта вища, член Народної партії | 31.10.2010   | 16.12.2012      |
| Гладун Марія Петрівна       | Сільський голова, 1959 року народження, освіта вища, позапартійна         | 16.12.2012   |                 |

Примітка: таблиця складена за даними сайту Верховної Ради України

### Депутати
За результатами місцевих виборів 2010 року депутатами ради стали:

#### За суб'єктами висування
| Суб'єкт висування           | Кількість обраних депутатів | %    |
| --------------------------- | --------------------------- | ---- |
| Комуністична партія України | 9                           | 56,3 |
| Народна партія              | 4                           | 25   |
| Самовисування               | 2                           | 12,5 |
| Партія регіонів             | 1                           | 6,3  |

#### За округами
| № округу                    | Прізвище, ім'я, по батькові     | Дата визнання обраним | Освіта             | Партійна приналежність | Відомості про обраного депутата                                                                    |
| --------------------------- | ------------------------------- | --------------------- | ------------------ | ---------------------- | -------------------------------------------------------------------------------------------------- |
| Комуністична партія України |                                 |                       |                    |                        | |
| 1                           | Бялик Валерій Степанович        | 05.11.2010            | середня            | позапартійний          | ТОВ «Брест», робочий                                                                               |
| 2                           | Дригула Петро Петрович          | 05.11.2010            | вища               | позапартійний          | тимчасово не працює                                                                                |
| 3                           | Корольков Віталій Степанович    | 05.11.2010            | середня спеціальна | позапартійний          | Віньковецьке районне лісове сільськогосподарське підприємство, лісник                              |
| 4                           | Козловський Франц Францович     | 05.11.2010            | вища               | позапартійний          | тимчасово не працює                                                                                |
| 8                           | Струк Людмила Іванівна          | 05.11.2010            | середня спеціальна | позапартійна           | пенсіонер                                                                                          |
| 13                          | Баліцький Франц Йосипович       | 05.11.2010            | середня спеціальна | позапартійний          | пенсіонер                                                                                          |
| 14                          | Гречаник Ганна Миколаївна       | 05.11.2010            | середня спеціальна | позапартійна           | ЗАТ «Віньківці сирзавод», приймальник молока                                                       |
| 15                          | Касьянова Галина Бороніславівна | 05.11.2010            | вища               | позапартійна           | пенсіонер                                                                                          |
| 16                          | Боднарчук Володимир Миколайович | 05.11.2010            | вища               | позапартійний          | пенсіонер                                                                                          |
| Народна Партія              |                                 |                       |                    |                        | |
| 5                           | Масний Володимир Миколайович    | 05.11.2010            | середня            | член Народної партії   | Дашковецький навчально-виховний комплекс, завгосп                                                  |
| 6                           | Гладун Марія Петрівна           | 05.11.2010            | вища               | позапартійна           | Дашковецька сільська рада, секретар                                                                |
| 9                           | Мельничук Тетяна Миколаївна     | 05.11.2010            | середня спеціальна | член Народної партії   | Дашковецький фельдшерсько-акушерський пункт, завідувачка                                           |
| 12                          | Сивак Наталія Олександрівна     | 05.11.2010            | середня спеціальна | член Народної партії   | Дашковецька сільська рада, головний бухгалтер                                                      |
| Партія регіонів             |                                 |                       |                    |                        | |
| 7                           | Бородкін Олександр Леонтійович  | 05.11.2010            | вища               | член Партії регіонів   | Барське лінійне виробниче управління магістральних газопроводів, оператор газорозподільної станції |
| Самовисування               |                                 |                       |                    |                        | |
| 10                          | Тимофєєва Світлана Анатоліївна  | 05.11.2010            | середня            | позапартійна           | тимчасово не працює                                                                                |
| 11                          | Заїка Валентина Василівна       | 05.11.2010            | вища               | позапартійна           | Дашклвецький навчально-виховний комплекс, педагог організатор                                      |